# Moldovița, Suceava
Moldovița (nume anterior Rușii Moldovița; germană Russ Moldawitza, poloneză Mołdawica Ruska, ucraineană Руська Молдовиця) este satul de reședință al comunei cu același nume din județul Suceava, Bucovina, România.

## Legături externe
pl Mołdawica Ruska în Dicționarul geografic al Regatului Poloniei și al altor țări slave, volum VI (Malczyce — Netreba) 1885

- Lada de zestre a Bucovinei Arhivat în 12 august 2013, la Wayback Machine., 19 august 2011, Otilia Bălinișteanu, Ziarul Lumina

 Acest articol despre o localitate din județul Suceava este deocamdată un ciot. Puteți ajuta Wikipedia prin completarea lui.